# スナヅル
スナヅル（砂蔓）は、クスノキ科スナヅル属に分類されるつる性寄生植物の1種（学名: Cassytha filiformis）またはその基準変種（C. filiformis var. filiformis）のことである。緑色からオレンジ色の細長い茎が宿主の植物に巻きつき、寄生根（吸器）を付着させて侵入し、水や栄養分を吸収するが、自身で光合成も行う。葉は鱗片状に退化し、典型的な根も発芽後すぐに消失する。立ち上がった柄に複数の白い花がつき（図1）、果実は肉質になった花托で包まれる。宿主特異性は低く、さまざまな植物に寄生する。世界中の熱帯域から亜熱帯域の特に海岸付近に分布しており、日本では鹿児島県佐多岬から南西諸島、小笠原諸島で見られ、高知県からも報告されている。和名の「スナヅル」は、砂地に生えるつる植物の意味である。

## 特徴
多年生の半寄生性（宿主から栄養を奪うが、自ら光合成も行う）つる植物であり、茎は緑色からオレンジ色、光合成能をもち、長さ数メートル (m)、分枝し、直径1–2ミリメートル (mm)、わずかに木化し堅く、無毛（図1, 2）。変種であるケスナヅルでは茎がやや細く（1 mm 以下）、褐色の毛が密生する。発芽時には地中に一次根を形成するが、宿主にとりついた後に一次根は退化消失する。茎は宿主に絡みつき、寄生根（吸器）を生じて宿主に付着する（図2b）。葉は鱗片状に退化しており、長さ 1–2 mm、互生する。
花期は周年、数個から十数個の無柄の花が緑色の花序軸についた長さ1–5センチメートル (cm) ほどの穂状花序が腋生する（図1, 3a）。花の基部に小苞が2枚あり、いずれも褐色、微細な広卵形、長さ約 0.6 mm、縁毛がある。花は白色から淡黄色、直径約 3 mm、壺状、無柄、花托は無毛。花被片は6枚、3枚ずつ2輪、外花被片（萼片）は広卵形、幅約 0.6–1 mm、毛があり、内花被片（花弁）は卵状三角形、幅 1.8–2.4 mm、無毛で内側へ湾曲する（図3a）。雄しべは9個、3個ずつ3輪、長さ約 1.2 mm、第1輪の花糸は花弁状、第2輪と第3輪の花糸は糸状、第3輪の花糸には1対の無柄の腺体がある。葯は2室、第1および第2輪の葯は内向、第3輪の葯は外向。雄しべの内側には、仮雄しべが3個1輪あり、卵状三角形、長さ約 0.7 mm、無毛。雌しべは1個、長さ約 1.8–3 mm、子房は卵形、無毛、花柱は長さ約 0.5 mm、柱頭は小さく頭状。
果実は卵球形、花後に発達した肉質の花托に包まれて核果状、球形、直径 6–7 mm、緑色から淡黄色、上端に花被片が残る（図3b）。種子は1個、球形、直径約 3 mm、黒褐色でシワが多い。
外観や寄生様式が似ている植物としてネナシカズラ属（ヒルガオ科）があるが、全寄生植物（光合成能を欠く）で一年草であり、茎が柔らかく、花は5数生、果実は蒴果で多数の種子を含む、などの点でスナヅルとは異なる。

## 分布・生態
汎熱帯性であり、熱帯アフリカ、アラビア半島、南アジアから東アジア南部、東南アジア、オーストラリア、中南米、フロリダ、およびさまざまな島嶼に分布する（タイプ産地はインド）。日本では九州鹿児島県佐田岬から南西諸島（屋久島から八重山群島）および小笠原諸島に見られる。2016年には、高知県室戸市羽根町で確認されたが、2018年の台風で消失、しかし2019年に大月町柏島で報告された。
海岸域に多く、砂浜や林縁に生育するが、内陸部や湖・河川沿いに見られることもある。開けた場所に生育し、耐陰性は低い。琉球列島では、海岸域で比較的ふつうに見られる。琉球列島および小笠原諸島において、砂浜や礫浜で常に潮風の影響を受ける立地に成立するハマアズキ－グンバイヒルガオ群集の中で、スナヅルが優占する群落がしばしば存在し、スナヅル亜群集とよばれることがある。古くは、砂の移動が少ない古い砂丘に成立する植生として、スナヅルを標徴種とするクロイワザサ－スナヅル群集が認識されていたが、その後の再検討により複数に分割されている。
半寄生植物であり、光合成能をもつ。種子から発芽したスナヅルの実生は、宿主植物なしでも最大2ヶ月間、長さ 30 cm 以上に成長することができる。この初期の茎は宿主に巻きつき、宿主の若い茎または葉に吸器を付着させる。
宿主の認識機構は明らかではない（類似する寄生様式をもつネナシカズラ属は宿主の生成する揮発性物質を認識することが知られている）。宿主への巻きつきと吸器形成には、植物ホルモンのサイトカイニンとオーキシン、および青色光が重要であることが示されている。吸器は宿主の表皮を貫通して宿主組織を機械的および生化学的に破壊して内部に侵入し、宿主の維管束から水と養分を吸収する。木部を介した水や無機養分（窒素やリンなど）の吸収を行うが、篩部を介した有機物吸収の程度については諸説ある。
宿主範囲は広く、多様な木本や草本に寄生し、同時に多数の宿主に寄生していることもある（図4）。沖縄では、海浜植物であるグンバイヒルガオやクロイワザサ、タイワンカモノハシ、クサトベラ、コシロノセンダングサ、アダン、ヒレザンショウ、ハマゴウなどを宿主とすることが多く、コシダやハイビスカスへの寄生例も報告されている。ただし、海外では主に高木、ときに低木を宿主とし、草本への寄生はほとんどないとする報告もある。
種子散布様式としては、種子の海流散布、鳥に被食されることよる被食散布などがあると考えられている。

## 保全状況評価
日本においては、高知県で絶滅危惧IA類、鹿児島県で準絶滅危惧に指定されている。

## 人間との関わり

### 害
果樹や花卉などに寄生して収穫量を減らすことで問題となることがある。宿主となる有用植物として、柑橘類、マンゴー、クローブ、ニクズク、アボカド、ノニ、オヒアレフア、インドセンダンなどがある。絶滅危惧植物に寄生して悪影響を及ぼすこともある（フロリダの Jacquemontia reclinata など）。また、スナヅルの寄生によって、ファイトプラズマやウイルスなどの植物病原体が媒介される可能性も示されている。道路沿いや住宅地では、景観悪化を引き起こす。

### 薬用
スナヅルは、民間薬として広く利用されていた。地域によって出血性疾患、痔、胆汁性疾患、糖尿病や肝疾患、アフリカ睡眠病、淋病、陣痛の軽減、分娩時間の短縮、産道の潤滑剤、媚薬などに使われた。フィジーではクラゲの刺傷、インドでは蛇咬傷の治療に使われた。アーユルヴェーダ（インドの伝統医学）では、ネナシカズラ属の代用品とされる。

5. スナヅルに見られるアポルフィンアルカロイドの1つであるdicentrine

アルカロイド、フラボノイド、タンニン、サポニン、テルペノイドなどの生理活性物質を多く含み、鎮痛・解熱・抗炎症作用、抗菌作用、抗糖尿病作用、利尿作用、血管弛緩作用などさまざまな研究が行われている。アポルフィンアルカロイドをもち、例えば ocoteine は、ラットの胸部大動脈においてα1アドレナリン受容体阻害作用があることが報告されており、前立腺がん抑制などに応用できる可能性がある。

### その他の利用
ハワイでは、スナヅルを頭飾りやレイに用いることがあり、この用途のために栽培されることもある。太平洋諸島ではロープやクッション材として利用される。他にもつるを屋根の補強財（パプアニューギニア、ハワイ）や土釜の内張（トラック諸島）、ココナッツオイルの香料（Mauru）、果実を子供の食べ物や玩具（ウルシー環礁、プルワット環礁）、樹液を洗髪剤（南アフリカ、トケラウ）、儀式（キリバス）などさまざまな用途で用いられている。

## 分類
本種はリンネによって1753年に『植物の種』で記載された植物、つまり最初に学名が与えられた植物の1つであり、スナヅル属のタイプ種でもある。
日本の南西諸島の一部には、褐色の毛で覆われた細い茎をもつものがおり、ケスナヅルとよばれ、スナヅルの変種（Cassytha filiformis var. duipraticola）とされたり、オーストラリアに分布する Cassytha pubescens と同種とされたりしていた。その後、形態形質の再検討と分子系統解析が行われ、スナヅルの変種として扱うことが妥当であると考えられている。基準変種とケスナヅルは近縁であるものの遺伝的に明瞭に分けられ、また雑種が存在することが示されている。
表1. スナヅルの種内分類群
- スナヅル Cassytha filiformis L. (1753)
シノニム[25]: Calodium cochinchinensis Lour. (1790); Cassytha americana Nees (1836); Cassytha americana var. brachystachya Meisn. (1864); Cassytha americana var. brasiliensis (Mart. ex Nees) Meisn. (1864); Cassytha americana var. puberula Meisn. (1864); Cassytha aphylla Raeusch. (1797); Cassytha archboldiana C.K.Allen (1942); Cassytha brasiliensis Mart. ex Nees (1836); Cassytha corniculata Burm.f. (1768); Cassytha dissitiflora Meisn. (1870); Cassytha filiformis subsp. guineensis (Schumach. & Thonn.) De Wild. (1905); Cassytha filiformis var. pseudopubescens Domin (1926); Cassytha filiformis var. puberula (Meisn.) León & Alain (1951); Cassytha filiformis f. pycnantha Domin (1926); Cassytha filiformis var. subpubescens Meisn. (1864); Cassytha guineensis Schumach. & Thonn. (1827); Cassytha guineensis var. livingstonii Meisn. (1864); Cassytha novoguineensis Kaneh. & Hatus. (1943); Cassytha paradoxae Proctor (1983); Cassytha senegalensis A.Chev. (1938); Cassytha timoriensis Gand. (1913); Cassytha zeylanica Gaertn. (1788); Rumputris fasciculata Raf. (1838); Spironema aphylla Raf. (1838); Volutella aphylla Forssk. (1775)
  - ケスナヅル Cassytha filiformis var. duipraticola Hatus. (1976)[26]
茎は直径 1 mm 以下、褐色の毛で覆われる[5]。花序は長さ 1 cm ほどであり、2–5個の花がつく[5]。果実は直径約 5 mm[5]。沖縄群島の沖縄島、伊平屋島、伊是名島、および台湾、中国南部から報告されており[5][27][28]、またおそらく東南アジアにも分布する[23]。
  - スナヅル（狭義） Cassytha filiformis var. filiformis
茎は直径 1–2 mm、無毛。花序は長さ 1–5 cm ほどであり、数個から十数個の花がつく。果実は直径 6–7 mm。